# Ewe (taal)
Ewe (Eʋegbe) is een van de Niger-Congotalen, de grootste taalfamilie van Afrika, die wordt gesproken door de Ewe.
De taal wordt ook wel Eibe, Ebwe, Eve, Efe, Eue, Vhe, Gbe, Krebi, Krebe of Pope genoemd. Ewe is de meest gesproken taal binnen de subfamilie van de Gbe-talen en net als alle Gbe-talen is het Ewe een toontaal. Ewe wordt voornamelijk gesproken in Ghana, Togo en Benin. Diedrich Hermann Westermann was de eerste die een uitgebreide grammatica met woordenboek van het Ewe uitbracht.

## Fonologie

### Medeklinkers
|             | Bilabiaal | Bilabiaal | Labiodentaal | Labiodentaal | Alveolaar | Alveolaar | Retroflex | Retroflex | Palataal | Palataal | Velaar | Velaar | Labiovelaar | Labiovelaar | Glottaal |
| ----------- | --------- | --------- | ------------ | ------------ | --------- | --------- | --------- | --------- | -------- | -------- | ------ | ------ | ----------- | ----------- | -------- |
| Plosief     | [p]       | [b]       |              |              | [t]       | [d]       |           | [ɖ]       |          |          | [k]    | [ɡ]    | [k͡p]        | [ɡ͡b]        |          |
| Affricaat   |           |           |              |              | [ts]      | [dz]      |           |           |          |          |        |        |             |             |          |
| Nasaal      |           | [m]       |              |              |           | [n]       |           |           |          | [ɲ]      |        | [ŋ]    |             |             |          |
| Fricatief   | [ɸ]       | [β]       | [f]          | [v]          | [s]       | [z]       |           |           |          |          | [x]    |        |             |             | [ɦ]      |
| Approximant |           |           |              |              |           | [l]       |           |           |          | [j]      |        | [ɣ]    |             | [w]         |          |

Alle medeklinkers in de linkerkolom zijn stemloos, die in de rechterkolom stemhebbend. [ɦ] is een stemhebbende fricatief (uvulaar of faryngaal).
De nasale medeklinkers [m, n, ɲ, ŋ] zijn alleen allofonen.
Het Ewe is een van de weinige talen waarin [f] contrasteert met [ɸ] en [v] met [β]. De f en v worden sterker gearticuleerd dan [ɸ] en [β].

### Klinkers
|                      | Voorste klinker | Achterste klinker |
| -------------------- | --------------- | ----------------- |
| Gesloten klinker     | [i], [ĩ]        | [u], [ũ]          |
| Halfgesloten klinker | [e]             | [o]               |
| Halfopen klinker     | [ɛ], [ɛ̃]        | [ɔ], [ɔ̃]          |
| Open klinker         | [a], [ã]        | [a], [ã]          |

Een tilde (~) markeert nasale klinkers. Sommige van de in Ghana gesproken variëteiten van het Ewe hebben bovendien nog de klinkers /ə/ and /ə̃/.

## Schrift
Een eerste orthografie voor het Ewe werd opgesteld door Duitse missionarissen in de tweede helft van de negentiende eeuw. Het Ewe wordt geschreven in het Afrikaans referentiealfabet. Dit is het Latijnse alfabet met toevoeging van enkele IPA-tekens:
| A a | B b  | D d | Ɖ ɖ   | Dz dz | E e      | Ɛ ɛ | F f | Ƒ ƒ   | G g | Gb gb | Ɣ ɣ |     |
| --- | ---- | --- | ----- | ----- | -------- | --- | --- | ----- | --- | ----- | --- | --- |
| /a/ | /b/  | /d/ | /ɖ/   | /dz/  | /e/, /ə/ | /ɛ/ | /f/ | /ɸ/   | /ɡ/ | /ɡ͡b/  | /ɣ/ |     |
| H h | X x  | I i | K k   | Kp kp | L l      | M m | N n | Ny ny | Ŋ ŋ | O o   | Ɔ ɔ | P p |
| /h/ | /he/ | /i/ | /k/   | /k͡p/  | /l/      | /m/ | /n/ | /ɲ/   | /ŋ/ | /o/   | /ɔ/ | /p/ |
| R r | S s  | T t | Ts ts | U u   | V v      | Ʋ ʋ | W w | X x   | Y y | Z z   |     |     |
| /l/ | /s/  | /t/ | /ts/  | /u/   | /v/      | /β/ | /w/ | /x/   | /j/ | /z/   |     |     |

Een na een klinker geschreven n geeft nasalisatie aan. Toonhoogte wordt alleen schriftelijk weergegeven wanneer dit noodzakelijk is om dubbelzinnigheid te vermijden. Dit is bijvoorbeeld het geval bij de woorden mí "wij" versus mi "jullie", en wò "jij/jou" versus wo "zij/hun/hen":
- ekpɔ wò [ɛ́k͡pɔ̀ wɔ̀]? — "hij zag jou"
- ekpɔ wo [ɛ́k͡pɔ̀ wɔ́]? — "hij zag hen"

## Grammatica
De standaard woordvolgorde in het Ewe is SVO.
Het Ewe is een bekend voorbeeld van een taal met logoforische voornaamwoorden. Dergelijke voornaamwoorden verwijzen specifiek naar de bron van een verklaring die wordt gedaan in de indirecte rede:
- Kofi be e-dzo "Kofi zei dat hij vertrok" (hij ≠ Kofi)
- Kofi be yè-dzo "Kofi zei dat hij vertrok" (hij = Kofi)

In de tweede zin is yè het logoforische voornaamwoord.